# 成瀬川土左衛門
成瀬川 土左衛門（なるせがわ どざえもん、生年不詳 - 延享5年6月6日（1748年7月1日））は、江戸時代の大相撲の力士。水死体の隠語「土左衛門」の語源とされる。
仙台藩領（現宮城県加美郡加美町）出身の力士。山東京伝の『近世奇跡考』や『睡余小録』下では享保9年午6月（1724年）の深川八幡社勧進相撲の番附は東前頭筆頭であった。延享5年6月6日（1748年）に死去。墓は江戸深川の霊巌寺にある。
山東京伝『近世奇跡考』巻1によると、土左衛門はその容貌を理由に名を水死体のたとえに使われるようになったという。水死体#土左衛門も参照。